# آلتور اکوتی پارتنرز
آلتور اکوتی پارتنرز (انگلیسی: Altor Equity Partners) شرکت سرمایه‌گذاری سوئدی است، که در سال ۲۰۰۳ تأسیس شد.